# Lecteria radialis
Lecteria radialis är en tvåvingeart som beskrevs av Alexander 1956. Lecteria radialis ingår i släktet Lecteria och familjen småharkrankar. Inga underarter finns listade i Catalogue of Life.